# Pembrolizumab

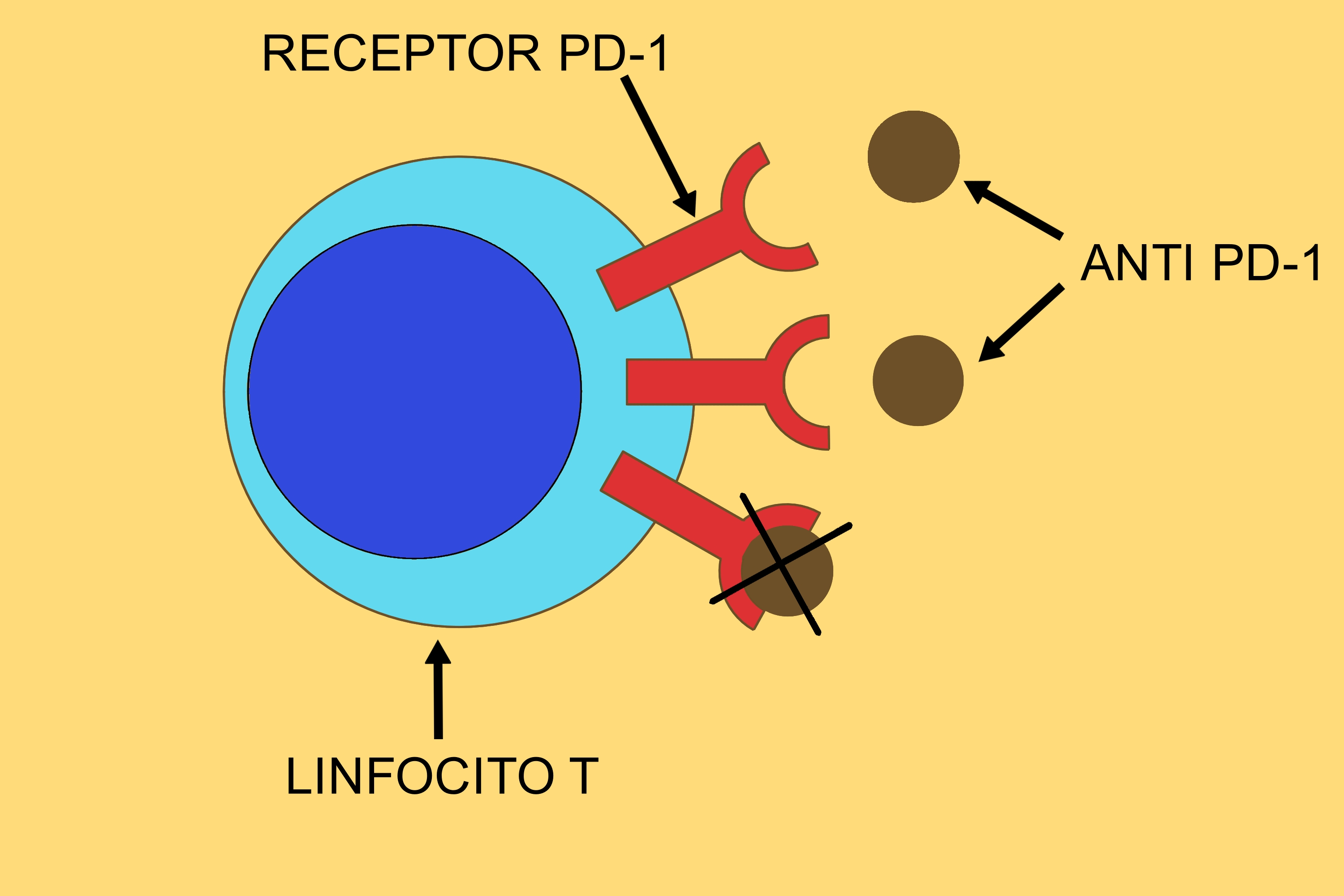
Meccanismo di azione degli anticorpi, come il nivolumab e il pembrolizumab, che si legano alla proteina PD-1 presente sulla superficie dei linfociti T

Il pembrolizumab o lambrolizumab, noto con il nome commerciale di Keytruda, è un anticorpo monoclonale umanizzato che agisce contro la proteina PD-1 (proteina 1 della morte cellulare programmata) ed è utilizzato come farmaco antitumorale.

## Usi terapeutici
Il pembrolizumab è stato testato in un primo momento su casi di melanoma refrattari alla terapia con l'ipilimumab. Il pembrolizumab permette la regressione di alcuni tipi di lesione tumorale, aumentando il periodo medio di remissione della malattia; si è inoltre dimostrato migliore dell'ipilizumab sia sotto l'aspetto della tolleranza nei pazienti, sia per quanto riguarda la sopravvivenza media senza aggravamento dei pazienti stessi. La probabilità di remissione del cancro si è rilevata aumentata dall'impiego del pembrolizumab anche nei pazienti con melanoma allo stadio III e già sottoposti a resezione chirurgica della neoplasia.
Il pembrolizumab produce inoltre una risposta terapeutica significativa in più del 50% dei pazienti affetti da carcinoma a cellule di Merkel in stadio avanzato. Ha dimostrato inoltre una certa efficacia nel trattammento del carcinoma polmonare non microcitoma, in particolare quando le cellule tumorali esprimono la proteina PD-L1. L'anticorpo si è rivelato piuttosto efficace anche nella cura dei carcinomi uroteliali (vescicali, prostatici, più raramente tumori della pelvi renale) refrattario ad altre terapie, nonché nella cura del carcinoma del rene.
Il pembrolizumab è inoltre utile nel trattamento di alcuni tipi di tumori della testa e del collo e del tumore alla mammella triplo-negativo, specie se allo stadio iniziale. Il pembrolizumab viene impiegato anche nei tumori del colon-retto la cui progressione non è stata arrestata dalla chemioterapia.
All'infuori dell'ambito oncologico, questo anticorpo si è rivelato utile nel rallentare l'aggravamento della leucoencefalopatia multifocale progressiva.
Nello studio di fase 2 “NEOPRISM-CRC”, presentato alla Società Americana di Clinica Oncologica, il farmaco si è rivelato più efficace del trattamento chemioterapico standard prima dell'intervento chirurgico, ai fini della remissione dei sintomi del cancro al colon retto con difetto del sistema mismatch repair.

## Produzione e commercio
Il pembrolizumab dispone dell'autorizzazione ad essere commercializzato per il trattamento dei melanomi, dei carcinomi del polmone non microcitoma, dei carcinomi dell'orofaringe e della forma classica del linfoma di Hodgkin. Il 23 maggio 2017, la Food and Drug Administration (FDA) ha autorizzato la commercializzazione del pembrolizumab per la terapia contro i tumori chirurgicamente inoperabili e che presentano biomarcatori particolari, come MSI-H e d-MMR. Il 30 novembre dello stesso anno viene formulata un'indicazione monoterapeutica dell'anticorpo per i pazienti adulti affetti da carcinoma uroteliale localmente infiltrante o metastatizzato che si sono già sottoposti a una chemioterapia a base di cisplatino, oxaliplatino o carboplatino, nonché per i pazienti non eleggibili ad una terapia a base di cisplatino.
In Francia, il pembrolizumab è disponibile solo in ambito ospedaliero e la sua somministrazione è ad esclusiva discrezione del personale medico oncologico; esso può essere prescritto in monoterapia, oppure in associazione con alcuni chemioterapici come il cisplatino, il carboplatino o il 5-fluorouracile. Il suo utilizzo può essere prescritto nei pazienti affetti da tumori della testa e del collo, da carcinoma polmonare non microcitoma, da melanoma e da carcinoma renale.